# Plentywood
Plentywood är administrativ huvudort i Sheridan County i Montana. Orten grundades på en plats där det fanns gott om träd till skillnad från den trädlösa slätten runt omkring.